# 龙场镇 (纳雍县)
龙场镇，是中华人民共和国贵州省毕节市纳雍县下辖的一个乡镇级行政单位。

## 行政区划
龙场镇下辖以下地区：
龙场社区、补鲁寨村、大坡村、大营村、干河沟村、官寨村、滑竹箐村、联富村、龙期村、跑马坝村、奢旮寨村、双塘村、四兴村、万家寨村、犀牛洞村、小营村、新塘村、以扒村、以支塘村、周家寨村、朱家营村、自嘎村、杓座村和箐脚村。